# Загаецкий монастырь
Загаецкий Иоанновский монастырь (укр. Загаєцький монастир святого Іоанна Милостивого) — мужской монастырь в Тернопольской области Украины. Основан в 1626 году в селе Загайцы Кременецкого уезда Волынского воеводства Речи Посполитой.

## История
Монастырь основан в 1625 г. вдовой полковника польских войск Ириной Ярмолинской (погребена в обители, портрет XVII в. хранится в Кременецком краеведческом музее). Ее грамоту 1646 г. о даровании монастырю земель заверил подписью прп. Иов Почаевский (†1651): «Иоанн Железо, игумен Почаевский, устне прошоный печатор рукою власною».
С целью обращения обители в унию, в 1709 г. ее подвергли разорению польские военные (с 1721 г. она стала униатской).
В 1749 году вельможа Стефан Ярмолинский подарил ей икону Божией Матери, известную позже как «Загаецкая» и «Всемилостивая» (по преданию, обретенную в лесу в XVII в.).
В 1794 году монастырь вернули православным. В 1818-1853 гг. при нем действовало духовное училище. Обитель славилась библиотекой с книгами и документами XVI-XVIII вв. (включая экземпляр «Острожской Библии» 1581 г.). В 1964 г. монастырь закрыли, в 2001 г. началось его возрождение.
В 1714 году монастырь стал униатским, возвращен православной церкви в 1794 году и сделан заштатным, с 1842 года — третьеклассный. В монастырской библиотеке в разное время хранилось много книг на польском и латинском языках и до 70 униатских книг. Наиболее драгоценна как редкость славянская библия, напечатанная в 1581 году в городе Остроге.
По распоряжению архиепископа Тернопольского и Кременецкого Сергия (Генсицкого) с 2002 года велись работы по восстановлению И. М. м. При Иоанновском храме был открыт скит для монахов из Почаевской лавры. Решением Священного Синода УПЦ от 18 октября 2007 года обитель получила статус епархиального мужского монастыря, наместником утвержден иеромонах Геронтий (Галий). 
В 2007 году началось восстановление скита Святого Иоасафа Белгородского в лесу близ села Загайцы.

## Настоятели и наместники
- Вассиан (Савчак) (упом. 1667)
- Феодосий (Волынец)
- Мартиниан (Полумиркович) (1700—1714)

в униатстве (1720—1794)
- Аркадий (Закревский) (1796 — 19 июля 1808)
- Антоний (Рудницкий) (упом. 1800)
- Иасон (Ендржеевич)
- Иероним (Визерский) (1808—1812)
- Макарий (Остальский) (9 сентября 1812 — 12 мая 1813) [4]
- Иринарх (14 июня 1813 — ?)
- Иерофей (Лобачевский) (1815—1829)
- Флавиан (Тихвинский) (1833—1837)
- Христофор (Эммаусский) (1837—1847)
- Феодосий (Шаповаленко) (1848—1852)
- Ефрем (Рязанов) (1852—1857)
- Феофилакт (Губин) (1857—1860)
- Рафаил (Троицкий) (1861—1875)
- Анатолий (1901—1902)[1]
- Феодосий (Раевский)(1902-?)
- Пантелеимон (Рожновский) (1904—1905)
- Епифаний, в схиме Евфимий (упом. 1909)
- Поликарп (Сикорский) (1922 — октябрь 1923)
- Пантелеимон (Рудык) (1929—1933)
- Иона (Андрианов) (1933—1934)
- Сергий (Владиславлев) (1934) и/о
- Марк (Якимчук) (1934—1936)
- Иувеналий (Скорняков) (1935—1936)
- Николай (Родик) (1936 — ?)
- Феодосий (? — 1961)
- Филадельф (1990-е)
- Геронтий (Галлий) (18 октября 2007 — ?)
- Герман (Вельков) (с 25 сентября 2018[2])[1][3].